# Witali Semjonowitsch Dawydow
Witali Semjonowitsch Dawydow (russisch Виталий Семёнович Давыдов, wiss. Transliteration Vitalij Semënovič Davydov; * 1. April 1939 in Moskau, Russische SFSR) ist ein ehemaliger russischer Eishockeyspieler und -trainer sowie Mitglied der IIHF Hall of Fame.
In der Wysschaja Liga absolvierte Dawydow zwischen 1957 und 1973 insgesamt 517 Spiele für Dynamo Moskau. Trotz seiner für einen Verteidiger kleinen Statur war er für seine souverän ausgeführten Bodychecks bekannt.
International trat er für die sowjetische Eishockeynationalmannschaft bei insgesamt zehn Eishockey-Weltmeisterschaften (1963 bis 1972 in Folge) und drei Olympischen Spielen (1964, 1968 und 1972) an. 1967 wurde er bei der Weltmeisterschaft als „Bester Verteidiger“ ausgezeichnet. 1963 wurde er aufgrund seiner Erfolge als Verdienter Meister des Sports der UdSSR ausgezeichnet.
Nach seiner aktiven Spielerkarriere widmete er sich der Trainertätigkeit, unter anderem für die sowjetische U20-Nationalmannschaft (1977 bis 1979) und war Trainer (1979 bis 1981) und Vizepräsident von Dynamo Moskau.
Für seine Verdienste im Sport wurde er 2004 mit der Aufnahme in die IIHF Hall of Fame geehrt.

## Erfolge
- Goldmedaille bei den Olympischen Winterspielen 1964, 1968 und 1972
- Goldmedaille bei den Eishockey-Weltmeisterschaften 1963, 1964, 1965, 1966, 1967, 1968, 1969, 1970 und 1971
- Goldmedaille bei den Eishockey-Europameisterschaften 1963, 1964, 1965, 1966, 1967, 1968, 1969 und 1970
- Silbermedaille bei den Eishockey-Weltmeisterschaften 1972
- Silbermedaille bei den Eishockey-Europameisterschaften 1971 und 1972
- Gewinn der Juniorenweltmeisterschaft 1977, 1978 und 1979 (als Trainer)